# Сильман, Идит
Идит Сильман (ивр. עִידִּית סִילְמָן‎; род. 27 октября 1980, Реховот, Израиль) — израильский политический и государственный деятель, лидер коалиции и депутат Кнессета от «Ямины» до внезапной отставки 6 апреля 2022 года. Министр по охране окружающей среды Израиля с 29 декабря 2022 года.

## Ранние годы
Родилась в Реховоте, получила образование в Ульпане Цфира и Институте Вингейта. Работала в сфере маркетинга, а именно в секторе здравоохранения. Замужем, трое детей.

## Политическая карьера
В юности была активисткой партии «МАФДАЛ», позже она присоединилась к «Еврейскому дому», где была выбрана на женское место в партийном списке на выборах в Кнессет в апреле 2019 года. Когда партия присоединилась к альянсу «Союз правых партий», Сильман заняла пятое место в его списке, а затем прошла в Кнессет, поскольку альянс получил пять мест.
Сильман покинула Еврейский дом 15 января 2020 года и заняла седьмое место в списке «Ямины» в тот же день, когда альянс был восстановлен для выборов в законодательные органы Израиля 2020 года.
Она заняла восьмое место в списке Ямины перед выборами в законодательные органы Израиля 2021 года. Она стала депутатом после того, как Алон Давиди ушёл из списка «Ямины».
6 апреля 2022 года Сильман перешла из «Ямины» в оппозиционную партию «Ликуд», в результате чего правящая коалиция премьер-министра Нафтали Беннета потеряла большинство в Кнессете и повысилась вероятность проведения новых выборов в Израиле в пятый раз за четыре года. Премьер-министр Беннетт заявил, что Сильман «месяцами преследовалась» сторонниками лидера партии «Ликуд» и лидера оппозиции Биньямина Нетаньяху «на самом ужасающем уровне», пока она «не сломалась» и не вышла из коалиции. Сама Сильман, однако, сослалась на тот факт, что министр здравоохранения Ницан Хоровиц, ссылаясь на решение Верховного суда, дал указание больницам разрешать посетителям входить с хамец (квасным хлебом) во время Песаха. Использование хамец во время Песаха запрещено еврейскими религиозными законами. 2 мая в своём первом интервью после бегства Сильман заявила, что сделала этот шаг из-за различных действий коалиции, связанных с религией. В частности, она упомянула предстоящие реформы в органах надзора за кашрутом, изменения в полномочиях на проведение гиюра (обращения в иудаизм), обсуждение вопроса о создании секции для неортодоксов на площади Западной стены и решение министра финансов ограничить финансовую поддержку бедных семей, родители которых не работают и не учатся с намерением получить профессию. Эта последняя категория рассматривается некоторыми как способ побудить харедим сократить свои ежедневные религиозные занятия и устроиться на работу.
29 декабря 2022 года назначена министром по охране окружающей среды Израиля в правительстве Биньямина Нетаньяху. Она ушла из Кнессета 7 января 2023 года в соответствии с норвежским законом.
После нападения ХАМАС 7 октября 2023 года Идит выгнали из больницы после попытки навестить выживших в результате атак, поскольку родственники раненых и персонал больницы гневно кричали на неё, критикуя правительство и его действия, и обвиняли её в том, что она ответственна за политический климат, который привёл к нападениям; что политики «разрушили» страну Израиль.